# فرانتز جوزف دولگر
فرانتز جوزف دولگر (انگلیسی: Franz Joseph Dölger; ۱۸ اکتبر ۱۸۷۹ – ۱۷ اکتبر ۱۹۴۰) تاریخ‌دان فرهنگی، متخصص الهیات، باستان‌شناس، استاد دانشگاه، و کشیش کاتولیک اهل رایش آلمان بود.